# Петролина-ди-Гояс
Петролина-ди-Гояс (порт. Petrolina de Goiás)  —  муниципалитет в Бразилии, входит в штат Гояс. Составная часть мезорегиона Центр штата Гойас. Входит в экономико-статистический  микрорегион Анаполис. Население составляет 10 115 человек на 2006 год. Занимает площадь 540,451 км². Плотность населения — 18,7 чел./км².

## Статистика
- Валовой внутренний продукт на 2003 год составляет 44 655 722,00 реалов (данные: Бразильский институт географии и статистики).
- Валовой внутренний продукт на душу населения на 2003 год составляет 4362,19 реалов (данные: Бразильский институт географии и статистики).
- Индекс развития человеческого потенциала на 2000 год составляет 0,733 (данные: Программа развития ООН).